# امپراتوری درانی
امپراتوری درانی (پشتو: د درانیانو واکمنی) که همچنین با نام امپراتوری افغان و پادشاهی سدوزایی شناخته می‌شود، یک امپراتوری افغانی در افغانستان کنونی بود که توسط احمدشاه درانی در سال ۱۷۴۷ میلادی بنیان‌گذاری شد. این امپراتوری در اوج گستره خود از آسیای میانه و فلات ایران الی شبه‌قاره هند وسعت داشت و بر کشورهای افغانستان ایران ترکمنستان پاکستان و شمال شبه‌قاره هندوستان حکم می‌راند. امپراتوری درانی آخرین امپراتوری افغان و دومین امپراتوری جهان اسلام پس از امپراتوری عثمانی در نیمهٔ دوم قرن هجدهم بود، حدود قلمرو آن را از مشهد تا دهلی و از آمودریا تا دریای عرب دربر می‌گرفت.
این حکومت که شامل کشورهای امروزی افغانستان و پاکستان می‌شد و همچنین بر قسمت‌هایی از ایران، ترکمنستان و هند می‌شد.
احمدشاه درانی پسر محمدزمان خان (رئیس طایفه ابدالی) به دلیل شجاعت و قدرت از سرداران نادرشاه افشار بود. پس از مرگ نادر در ۱۷۴۷، احمدشاه با تصرف قندهار، غزنی، کابل و پیشاور، امنیت را تأمین کرد. او نام خانوادگی خود را از ابدالی به درانی تغییر داده و لقب دُر دُران را گرفت. در سال ۱۷۴۹، احمدشاه حاکمیت بخش اعظم شمال‌غغربی هند را از امپراتوری گورکانی گرفته و سپس به سمت غرب حرکت کرد تا مشهد را به تصرف خود درآورد. مشهد توسط پسر نادر افشار، شاهرخ‌شاه اداره می‌شد و او نیز تحت سلطه امپراتوری درانی درآمد. متعاقباً، احمدشاه لشکری فرستاد تا نواحی شمال هندوکش را تا آمودریا تحت سلطه خود درآورد و در مدت کوتاهی، تمام قبایل مختلف افغان شروع به پیوستن به او کردند. در زمان احمدشاه، افغان‌ها در هشت لشکرکشی به هند حمله کردند و کشمیر و اکثریت منطقه پنجاب را تحت سلطه خود درآوردند. در اوایل سال ۱۷۵۷، دهلی نیز به تصرف احمدشاه درآمد اما به امپراتور مغول عالمگیر دوم اجازه داد تا زمانی که به حاکمیت درانی بر مناطق جنوب رود سند تا رودخانه سوتلج مشروعیت دهد و خراجگزار باشد، به حکومت خود ادامه دهد.
پس از مرگ احمدشاه در سال ۱۷۷۲، پسرش تیمورشاه درانی فرمانروای بعدی امپراتوری درانی شد. در زمان تیمور، پایتخت از قندهار به کابل منتقل شد و پیشاور به عنوان پایتخت زمستانی انتخاب شد. با وجوداینکه حاکمیت تیمورشاه در صلح سپری شد با این حال، قرن نوزدهم آغاز پایه‌های تخریب امپراتوری درانی توسط قدرت‌های خارجی و داخلی گردید. سرزمین‌های پیشاور، مولتان و کشمیر مورد حمله سیک‌های تحت پشتیبانی انگلیسی‌ها قرار گرفت. در داخل دوست‌محمدخان بارک‌زایی خاندان درانی را برانداخته و قدرت را از سدوزایی‌ها به بارک‌زایی‌ها منتقل کرد.
امپراتوری درانی به عنوان بنیان‌گذار و سرآغاز دولت_ملت افغانستان و جدایی این کشور از قلمرو ایران و گورکانیان هند شناخته می‌شود و احمدشاه به عنوان پایه‌گذار افغانستان نوین شناخته می‌شود.

## چیرگی افغان‌ها بر افشاری‌ها
شاهرخ میرزا، یکی از نوادگان نادرقلی افشار، به عنوان شاه افشار بر تخت نشست. شاهرخ شاه افشار که در آن زمان بر خراسان حکومت می‌کرد، تحت فشارهای خارجی، به‌ویژه از سوی احمد شاه درانی، نتوانست اقتدار نادر شاه را حفظ کند. احمد شاه درانی به تدریج مناطق شرقی امپراتوری نادر شاه، شامل خراسان، قندهار، هرات و کابل را تصرف کرد.
به‌خصوص، پس از چندین لشکرکشی و پیروزی‌های نظامی، احمد شاه درانی توانست در سال ۱۷۵۰ میلادی شهر مشهد را تصرف کند و شاهرخ میرزا را به عنوان حاکمی وابسته به خود به رسمیت بشناسد. این واقعه نشان‌دهنده تثبیت قدرت درانیان در مناطق شرقی ایران بود.
در یکی از این وقایع مهم، شاهرخ شاه افشار از درانیان شکست خورده بود و دست نشانده شده بود خطبه‌ای به نام احمد شاه درانی خواند و عملاً برتری درانیان بر افشاریان را خواند.این خطبه‌خوانی به معنای اعلان رسمی تبعیت از درانیان بود و نقطه‌عطفی در تاریخ قدرت‌یابی احمد شاه درانی در منطقه به‌شمار می‌آید. در پی این واقعه، درانیان نه‌تنها بر بخش‌هایی از ایران مسلط شدند، بلکه نفوذ خود را تا هند و ماورای آن گسترش دادند.

## پیشینه

#### پیدایش دولت افغانستان
افغانستان گذشته امپراطوری‌های مانند غزنویان و غوریان و… بود. افغانستان نوین 
 چرا این همه حرف‌های پرمخاطب؟ خداوند احمدخان را بزرگتر از شما آفریده است. او از نجیب‌ترین خانواده‌های افغان است. پس کار خدا را حفظ کنید زیرا اگر آن را نابود کنید خشم او بر شما سنگینی می‌کند.
احمدشاه ظاهراً در پذیرش تصمیم آشکار جرگه تردید داشت، بنابراین صابرشاه دوباره مداخله کرده، در عمامه احمدشاه چند خوشه گندم گذاشت و به او لقب «دُر دُران» (شاه، مروارید) داد. جرگه در نزدیکی شهر قندهار با انتخاب احمدشاه درانی به عنوان رهبر جدید افغان‌ها به پایان رسید و بدین ترتیب امپراتوری درانی تأسیس شد. احمدشاه علیرغم اینکه از سایر مدعیان جوانتر بود، چندین عامل مهم به نفع خود داشت. او به خانواده محترم و با سابقه سیاسی تعلق داشت، به خصوص که پدرش به عنوان والی هرات خدمت کرده بود که در دفاع هرات جان باخت.

## احمدشاه درانی (۱۷۴۷–۱۷۷۲)

### گسترش قلمرو

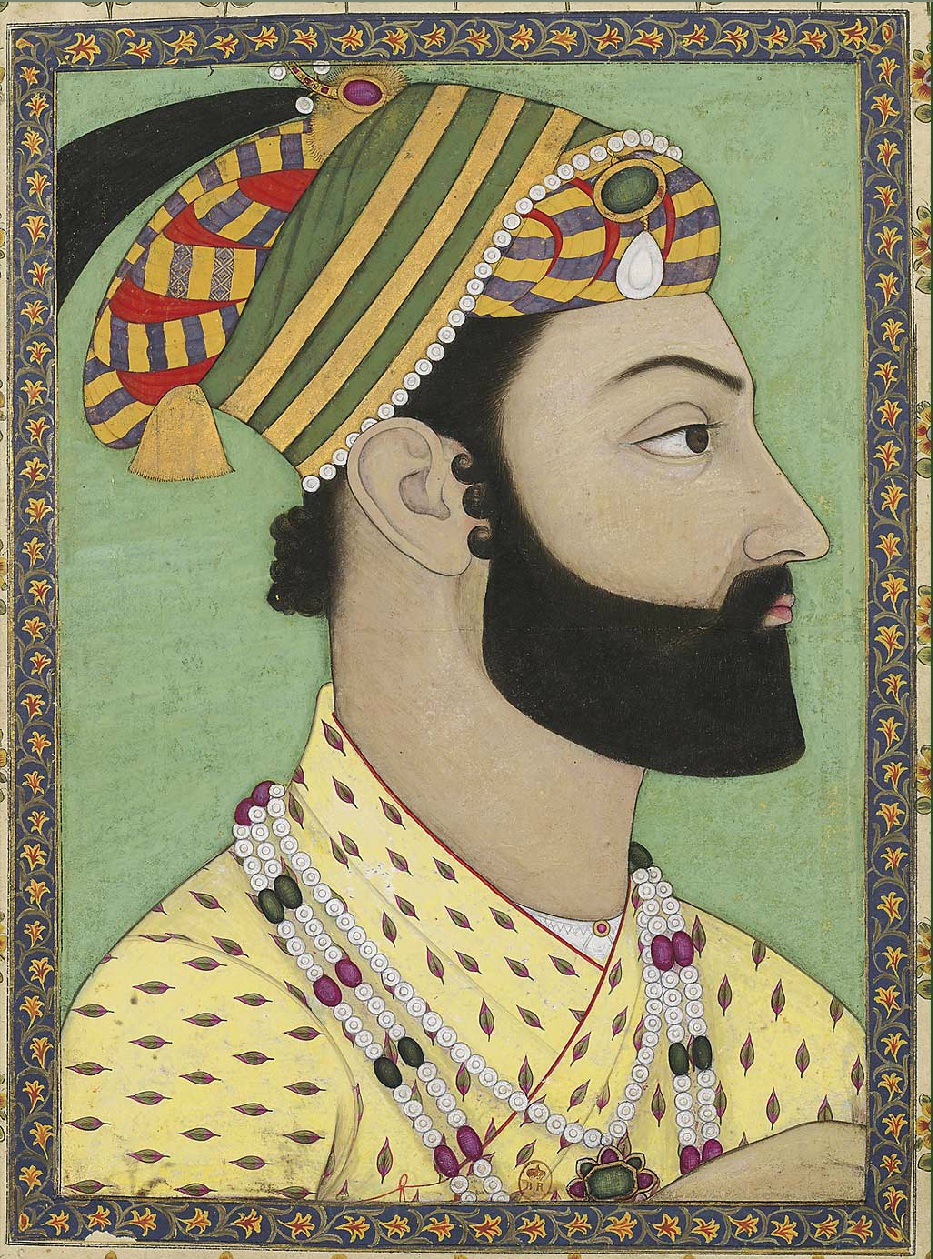
نگاره احمدشاه درانی، ۱۷۵۷، موزه لوور، فرانسه

یکی از اولین اقدامات نظامی احمدشاه، تصرف قلات غلجایی و غزنی از غلجی‌ها و بیرون کشیدن کابل و پیشاور از دست ناصرخان والی گورکانی بود. در سال ۱۷۴۹، احمد شاه بهادر، امپراتور گورکانی هند، سند، منطقه پنجاب و مناطق شرق رود سند را به احمدشاه درانی واگذار کرد تا دهلی را از حمله او نجات دهد. دو سال بعد، او گورکانیان هند را مجبور کرد تا از سرزمینی که امروزه با نام پاکستان شناخته می‌شود عقب‌نشینی کنند و این مناطق را به امپراتوری خود ضمیمه کرد. احمدشاه سپس رو به غرب نهاد و بر هرات و مشهد که در اختیار شاهرخ افشار بود، چیره شد. او سپس ارتشی را به سمت شمال هندوکش، مناطق بدخشان و باختر (بلخ) فرستاد و در مدت کوتاهی، بیشتر قبایل آن منطقه وفاداری خود را به وی اعلام کردند. احمد شاه برای سومین بار و سپس چهارمین بار به بقایای گورکانیان هند حمله کرد و کنترل بر مناطق کشمیر، پنجاب و لاهور را تثبیت کرد. او در سال ۱۷۵۷ وارد دهلی شد و آن را غارت کرد. وی به گورکانیان هند اجازه داد که تا زمانی که ادعایی پنجاب، سند و کشمیر نداشته باشند، به حکومت بر قلمروی باقی‌مانده‌شان ادامه دهند. احمدشاه با واگذاری هند به پسر دومش تیمورشاه، هند را ترک کرد و به افغانستان کنونی بازگشت.
احمدشاه خردمندانه، اساس یک امپراتوری بزرگ را نهاد. هنگام در گذشت او متصرفاتش از غرب خراسان تا سرهند و از آمو تا دریای هند گسترش داشت و این همه را یا با انعقاد پیمان به‌دست آورده بود یا عملاً (با زور شمشیر) تصرف کرده بود. به‌راستی اگر شاهی در آسیا سزاوار احترام ملت خویش باشد، جز احمدشاه کس دیگری نیست.— مونت‌استوارت الفنستون

### روابط با چین
احمدشاه که از گسترش دودمان چینگ در چین تا مرزهای شرقی قزاقستان نگران شده‌بود، تلاش کرد خانات مسلمان همسایه و قزاق‌ها را برای متحد کردن و حمله به چین، ظاهراً برای آزادسازی اتباع مسلمان غربی خود متحد کند. احمد شاه تجارت با چین را متوقف کرد و نیروهایش را به کوکند اعزام کرد. با این حال، لشکرکشی‌های او به هند که خزانه دولت را فرسوده می‌کرد و پراکندگی نیروهایش در سراسر آسیای مرکزی، فاقد در اختیار گزاری منابع کافی برای انجام حمله به چین بود. با این حال او فرستادگانی را به پکن برای مذاکرات فرستاد.

### جنگ سوم پانی‌پت

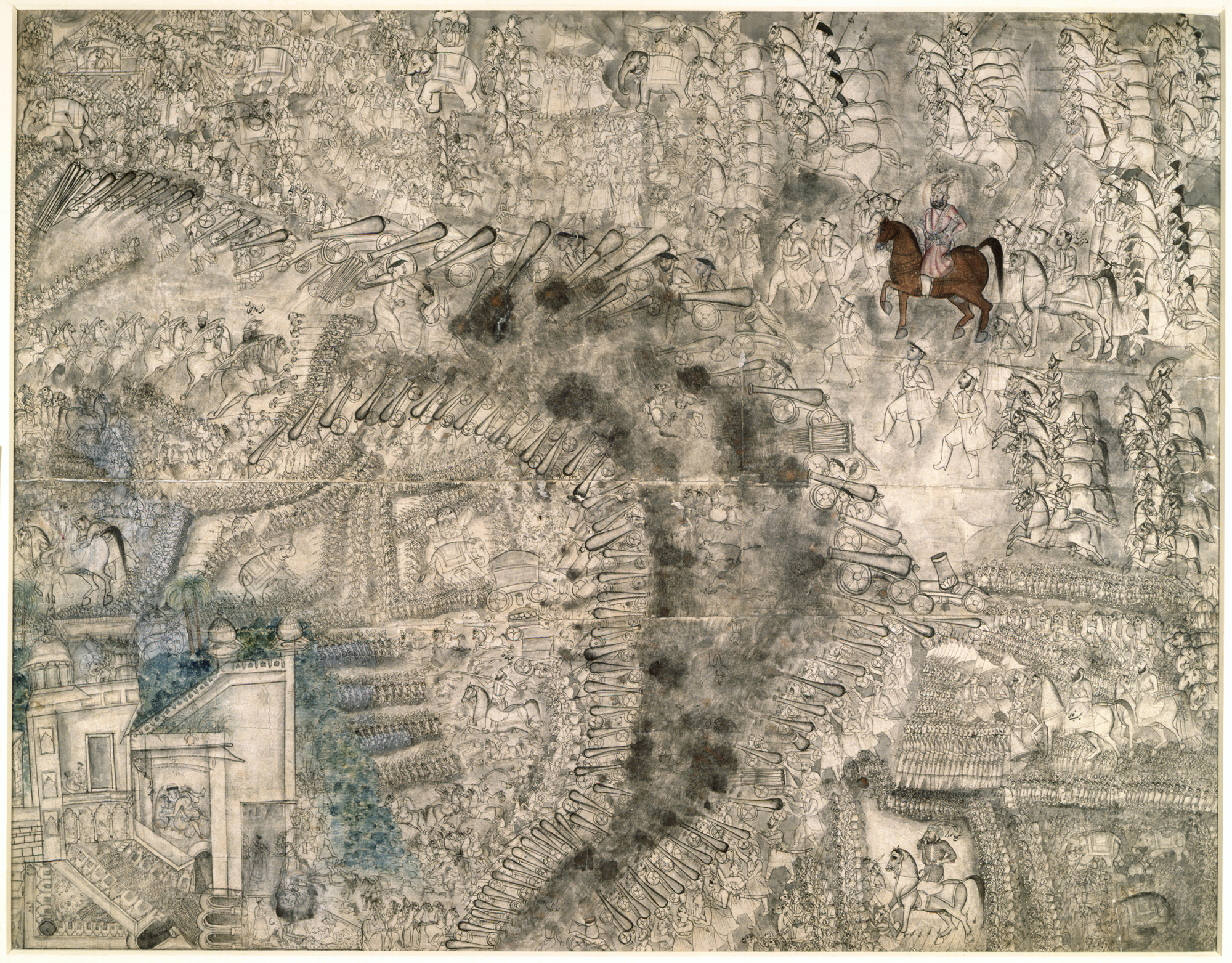
احمدشاه درانی کنفدراسیون ماراتا را نبرد سوم پانی‌پت شکست داد و امپراتوری گورکانی را عالمگیر دوم بازگرداند.

قدرت گورکانیان در شمال هند پس از مرگ امپراتور اورنگ زیب، که در سال ۱۷۰۷ درگذشت، رو به زوال بود. ماراتاها تقریباً کل هند را از پایتخت خود در پونا کنترل می‌کردند و حکومت گورکانیان فقط به دهلی محدود می‌شد. ماراتاها اکنون در تلاش بودند تا منطقه کنترل خود را به سمت شمال غربی هند گسترش دهد. احمدشاه پس از غارت دهلی غنایمی بسیاری کسب کرد. احمدشاه پسرش تیمور شاه را به حکومت کشمیر، پنجاب، لاهور و مولتان گذاشته، خودش به افغانستان کنونی بازگشت. پس از پازگشت احمدشاه، پیشوا بالاجی باجیرائو افغان‌ها را در پنجاب شکست داد و موفق شد تیمور شاه و دربارش را از هند بیرون کند و سلطه حکومت ماراتا را تثبیت کند. با اینحال احمدشاه در سال ۱۷۵۷ از قندهار بیرون شد تا شورش کنفدراسیون ماراتاها را سرکوب کند.
لشکر احمدشاه از قبایل متنوع بود. از جمله قوم بلوچ به فرماندهی خان کلات میر ناصر اول کلات. صوبه خان تانولی (زبردست خان) به عنوان فرمانده ارتش کل نیروهای نظامی انتخاب شد. درگیری‌های اولیه با پیروزی افغان‌ها در برابر پادگان‌های بسیار بزرگ‌تر ماراتا در شمال غربی هند دنبال شد و در سال ۱۷۵۹ احمدشاه و ارتشش به لاهور رسیدند و آماده رویارویی با ماراتاها بودند. احمدشاه درانی به دلیل پیروزی در جنگ‌های بزرگتر خود مشهور شد. در سال ۱۷۶۰، گروه‌های ماراتا در ارتش بسیار بزرگ تحت فرماندهی ساداشیوراو باو متحد شدند. بار دیگر، پانی‌پت صحنه رویارویی دو رقیب متخاصم برای کنترل شمال هند بود. نبرد سوم پانی‌پات (۱۴ ژانویه ۱۷۶۱)، در امتداد یک جبهه ۱۲ کیلومتری به راه افتاد. علیرغم شکست قاطع ماراتاها، آنچه که ممکن بود کنترل مسالمت آمیز احمدشاه بر قلمروهای خود باشد، با چالش‌های بسیاری مختل شد. شکست در پانیپات منجر به ضررهای سنگین برای ماراتاها شد و یک شکست بزرگ برای پیشوا بالاجی رائو بود.
با این‌حال افغان‌ها نیز در نبرد سوم پانیپات متحمل آسیب شدید شدند. این امر تسلط احمدشاه را بر پنجاب تضعیف کرد که به آغازگر حملات گمراهان سیک شد. در بخارا نیز شورش‌هایی روی داد.

### سال‌های پایانی احمدشاه

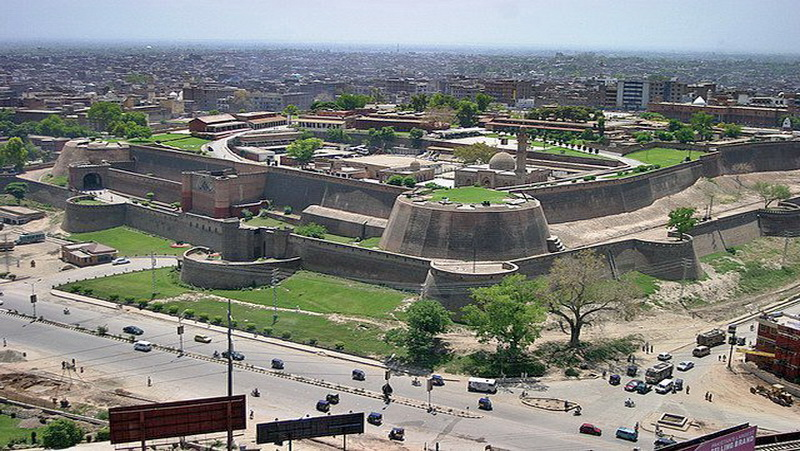
بالاحصار پشاور، پایتخت زمستانی درانی‌ها.

پیروزی در پانی‌پت نقطه اوج قدرت احمدشاه بود. با این حال، حتی قبل از مرگ او، امپراتوری شروع به فروپاشی کرد. احمدشاه در سال ۱۷۶۲ برای ششمین بار از افغانستان کنونی عبور کرد تا سیک‌ها را تحت سلطه خود درآورد. از این زمان و به بعد، سلطه و کنترل امپراتوری شروع به سست شدن کرد. در زمان مرگ درانی، او بخش‌هایی از پنجاب را به سیک‌ها از دست داد، و همچنین از دست دادن برخی مناطق بخارا را به ازبک‌ها. با این‌حال دریای آمو مرز تعیین گردید و احمدشاه به قندهار بازگشت. او در سال ۱۷۷۲ در قندهار وفات کرد.

## امپراتوری درانی پس از احمدشاه (۱۷۷۲–۱۸۲۳)

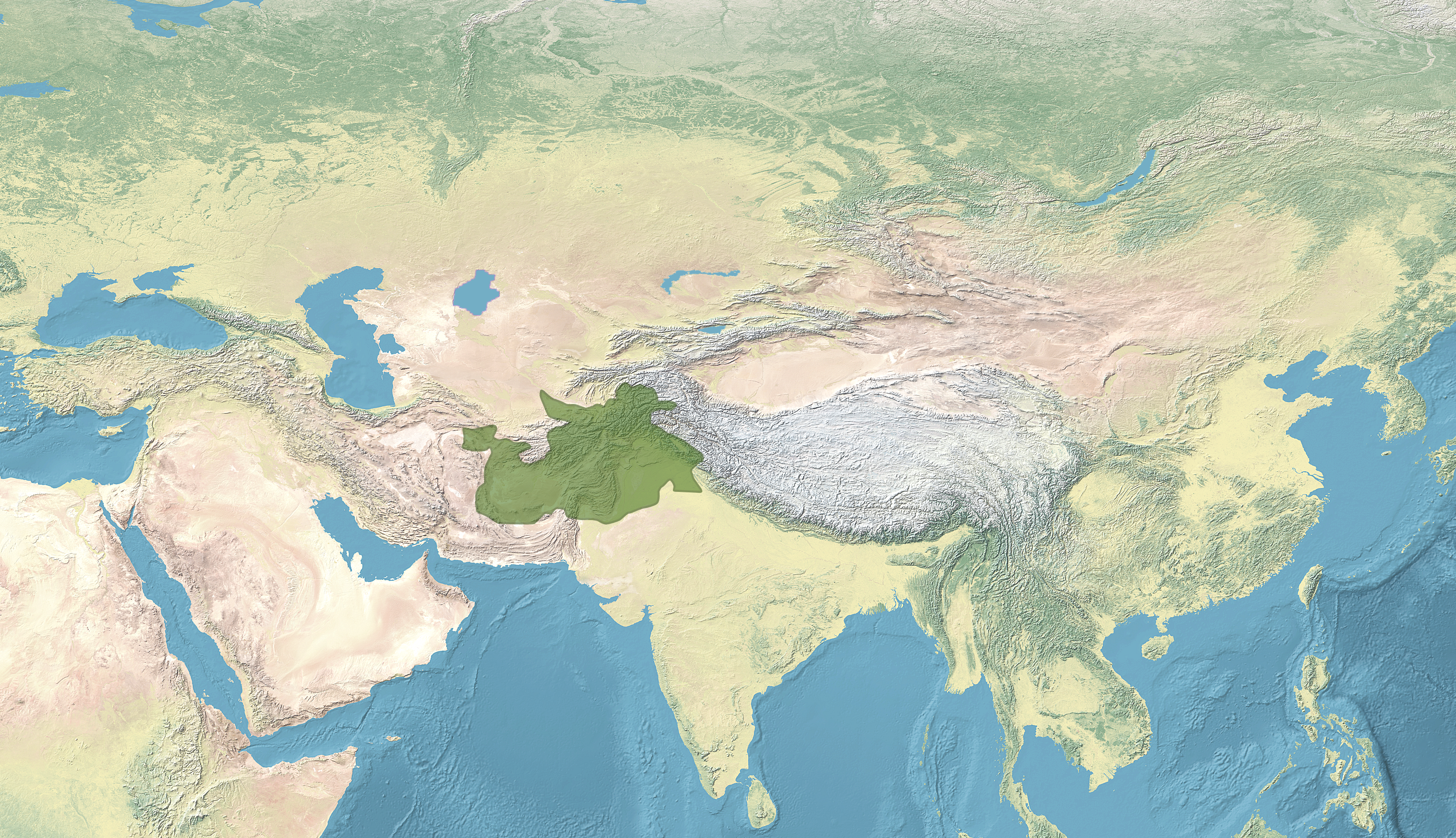
امپراتوری درانی در ۱۸۰۰ میلادی

جانشینان احمدشاه در دورهٔ از ناآرامی‌های عمیق چنان نابسامان حکومت کردند که در پنجاه سال پس از مرگ او، امپراتوری درانی فی نفسه به پایان رسید و قلمرواش درگیر جنگ داخلی شد. بخش اعظمی از قلمروهای فتح شده توسط احمدشاه در این نیم قرن به دست دیگران افتاد. تا سال ۱۸۱۸، حاکمان سدوزایی که جانشین احمدشاه شدند، اندکی بیشتر از کابل و مناطق اطراف آن را در شعاع ۱۶۰ کیلومتری بیش تحت کنترل نداشتند. آنها نه تنها مناطق دور افتاده را از دست دادند، بلکه سایر اقوام و دودمان را در میان پشتون‌های درانی از خود بیگانه کردند. آنها در سال ۱۸۱۹ در نبردی با سیک‌ها، کشمیر را نیز از دست دادند.

## تیمورشاه
پسر دوم و جانشین احمدشاه، یعنی تیمورشاه، پایتخت خود را از قندهار به کابل انتقال داد و بیست سال از ۱۱۸۷ ق. (۱۷۷۳ میلادی) تا ۱۲۰۸ ق. (۱۷۹۳ میلادی) بر قلمرو گسترده‌ای ولی نامطمئن حکم می‌راند. تیمورشاه بیست و سه پسر داشت ولی نتوانست برای خویش جانشین تعین کند.

## جانشینان تیمورشاه
طی بیست و پنج سال فرزندان تیمورشاه مشغول توطئه و تحریک برای دست یافتن به حکومت کابل بودند و قلمرو این حکومت هم به مرور زمان از هم می‌پاشید. در این مدت از میان پسران تیمور شاه، زمان، محمود و شجاع، هر کدام برای چند صباحی و یکی از ایشان دو بار به حکومت رسیدند، و هریک از اینان نیز بزودی قربانی توطئه‌های خانوادگی گردیدند.

## سقوط
بعد از اینکه این برادران رئیس طایفه‌ای محمدزایی را به قتل رساندند و پسر بزرگ وی فتح محمدخان (وزیر فتح خان) را کور کردند، این طایفه علیه سدوزایی‌ها شورش کرد، و در سال ۱۲۳۳ هجری قمری (۱۸۱۸ میلادی) دوست محمدخان، جوانترین پسر رئیس طایفه محمد زایی، حاکم سدوزایی را در حوالی کابل شکست داد. دراین روزها از قلمرو وسیع سدوزایی چیز چندانی باقی نمانده بود. بلخ دعوی استقلال می‌کرد، مرو و کوشک به تصرف روسیه تزاری درآمده بود، رانجیت سینگه والی ایالت پنجاب نیز اعلان حکومت نمود. انگلیس‌ها بر بلوچستان دست انداخته بودند و سند نیز در مقابل حکومت افغان‌ها تمکین نمی‌کرد.

## پادشاهان امپراتوری درانی
| #                       | نام             | نام             | نگاره | ولادت وفات | حکومت | حکومت | توضیح                    | توضیح                                                                               |
| #                       | نام دیهیمی      | نام ولیعهدی     | نگاره | ولادت وفات | آغاز  | پایان | خویشاوندی                | یادداشت                                                                             |
| ----------------------- | --------------- | --------------- | ----- | ---------- | ----- | ----- | ------------------------ | ----------------------------------------------------------------------------------- |
| درانیان بزرگ، ۱۷۴۷–۱۸۱۸ |                 |                 |       |            |       |       |                          |                                                                                     |
| ۱                       | احمدشاه درانی   | احمد خان ابدالی |       | ۱۷۲۲–۱۷۷۲  | ۱۷۴۷  | ۱۷۷۲  | پسر محمد زمان خان ابدالی | بنیان‌گذار                                                                           |
| ۲                       | تیمور شاه درانی | تیمور میرزا     |       | ۱۷۴۸–۱۷۹۳  | ۱۷۷۲  | ۱۷۹۳  | پسر احمدشاه درانی        |                                                                                     |
| ۳                       | زمان شاه درانی  | زمان میرزا      |       | ۱۷۶۷–۱۸۴۴  | ۱۷۹۳  | ۱۸۰۱  | پسر تیمور شاه درانی      | خلع و کور شد                                                                        |
| ۴                       | محمود شاه درانی | محمود میرزا     |       | ۱۷۶۹–۱۸۲۹  | ۱۸۰۱  | ۱۸۰۳  | پسر تیمور شاه درانی      |                                                                                     |
| ۵                       | شاه شجاع درانی  | شجاع الملک      |       | ۱۷۸۵–۱۸۴۲  | ۱۸۰۳  | ۱۸۰۹  | پسر تیمور شاه درانی      |                                                                                     |
| (۴)                     | محمود شاه درانی | محمود میرزا     |       | ۱۷۶۹–۱۸۲۹  | ۱۸۰۹  | ۱۸۱۸  | پسر تیمور شاه درانی      | توسط سرداران محمد زایی از مناطقش عقب رانده شد و سلطنتش از سال ۱۸۱۸ به هرات منتقل شد |

| #                       | نام            | نام           | نگاره | ولادت وفات | حکومت         | حکومت         | توضیح               | توضیح                                                                                             |
| #                       | نام دیهیمی     | نام ولیعهدی   | نگاره | ولادت وفات | آغاز          | پایان         | خویشاوندی           | یادداشت                                                                                           |
| ----------------------- | -------------- | ------------- | ----- | ---------- | ------------- | ------------- | ------------------- | ------------------------------------------------------------------------------------------------- |
| درانیان کابل، ۱۸۱۸–۱۸۴۲ |                |               |       |            |               |               |                     |                                                                                                   |
| ۱                       | علی شاه درانی  | علی میرزا     |       | ؟          | ۱۸۱۸          | ۱۸۱۹          | پسر تیمور شاه درانی | توسط برادرش ایوب خلع شد                                                                           |
| ۲                       | ایوب شاه درانی | ایوب میرزا    |       | ؟ - ۱۸۳۷   | ۱۸۱۹          | ۱۸۲۳          | پسر تیمور شاه درانی |                                                                                                   |
| ۳                       | شاه شجاع درانی | شجاع الملک    |       | ۱۷۸۵–۱۸۴۲  | ۸ می ۱۸۳۹     | ۵ آوریل ۱۸۴۲  | پسر تیمور شاه درانی | توسط انگلیس به سلطنت کابل نشانده شد. در ۱۸۴۲ میلادی به دست فردی به نام شجاع‌الدوله در کابل ترور شد |
| ۴                       | فتح جنگ        | فتح جنگ میرزا |       | ؟          | ۵ آوریل ۱۸۴۲  | ۱۲ اکتبر ۱۸۴۲ | پسر شاه شجاع درانی  | بعد چند ماه حکومت به انگلستان گریخت                                                               |
| ۵                       | شاهپور         | شاهپور میرزا  |       | ؟          | ۱۲ اکتبر ۱۸۴۲ | دسامبر ۱۸۴۲   | پسر شاه شجاع درانی  | بعد مدتی به هندوستان گریخت                                                                        |

| #                       | نام             | نام                  | نگاره | ولادت وفات | حکومت | حکومت | توضیح               | توضیح                                    |
| #                       | نام دیهیمی      | نام ولیعهدی          | نگاره | ولادت وفات | آغاز  | پایان | خویشاوندی           | یادداشت                                  |
| ----------------------- | --------------- | -------------------- | ----- | ---------- | ----- | ----- | ------------------- | ---------------------------------------- |
| درانیان هرات، ۱۸۱۸–۱۸۴۰ |                 |                      |       |            |       |       |                     |                                          |
| ۱                       | محمود شاه درانی | محمود میرزا          |       | ۱۷۶۹–۱۸۲۹  | ۱۸۱۸  | ۱۸۲۹  | پسر تیمور شاه درانی | حکومت او محدود به کابل بود و آنجا درگذشت |
| ۲                       | کامران درانی    | شاهزاده کامران میرزا |       | ۱۷۸۹–۱۸۴۰  | ۱۸۲۹  | ۱۸۴۰  | پسر محمود شاه درانی | توسط سردارش، یار محمد خان، کشته شد       |